# Molossops temminckii
Molossops temminckii är en fladdermusart som först beskrevs av Hermann Burmeister 1854.  Molossops temminckii ingår i släktet Molossops och familjen veckläppade fladdermöss. IUCN kategoriserar arten globalt som livskraftig. Inga underarter finns listade i Catalogue of Life. Wilson & Reeder (2005) skiljer mellan tre underarter.
Artpitetet i det vetenskapliga namnet hedrar den holländska zoologen Coenraad Jacob Temminck.

## Utseende
Arten är med en kroppslängd (huvud och bål) av genomsnittlig 33 mm minst i släktet Molossops. Honor väger 6,6 till 7 g och är tyngre än hanar som väger cirka 4 g. Huvudet påminner om en hundskalle och kännetecknas av små ögon. Öronen är på hjässan inte sammanlänkade med varandra. Den långa pälsen har på ovansidan en mörkbrun till sandbrun färg, undersidan är ljusare. Hanar markerar med sekret från en doftkörtel andra individer och reviret. Körteln är hos honor förminskad eller saknas helt.

## Utbredning och habitat
Arten förekommer i stora delar av Sydamerika öster om Anderna och söderut till Uruguay och norra Argentina. Habitatet varierar mellan regnskogar, lövfällande skogar och trädgrupper i savanner eller i andra gräsmarker. I Andernas låga delar når Molossops temminckii 1000 meter över havet.

## Ekologi
Dessa fladdermöss sover bland annat i grottor, i bergssprickor, i trädens håligheter, under lösa barkskivor eller i jordhålor. De vilar även i konstruktioner som skapades av människor.
Individerna bildar mindre flockar och jagar insekter. Jakten sker främst under natten med hjälp av ekolokalisering. Denna fladdermus flyger vanligen 4 meter över marken eller högre. Den har bland annat skalbaggar, flygande myror och nattfjärilar som byten.
I Argentina sker fortplantningen under sommaren, oktober/november på södra jordklotet. Antagligen parar sig en hane med flera honor från kolonin. Dräktigheten varar 2 till 3 månader och sedan föds en eller sällan två ungar. Ungarna diar sin mor 5 till 6 veckor.